# Яблочников, Евгений Иванович
Евгений Иванович Яблочников (8 сентября 1957 год, Тверская область, Фировский район, село Рождество — 20 октября 2021 год, Санкт-Петербург) — кандидат технических наук, доцент факультета систем управления и робототехники, заведующий кафедрой технологии приборостроения Университета ИТМО. Основная научная область: создание интегрированных информационных систем и систем автоматизированного проектирования (PDM/CAD/CAE/CAM), базирующихся на новых архитектурах автоматизированных систем технологической подготовки производства (АСТПП) с дальнейшей поддержкой.

## Деятельность
Профессиональная деятельность тесно связана с Университетом ИТМО. Евгений Яблочников окончил школу в посёлке Рождество, где отец работал учителем математики. Поступал в Ленинградский институт точной механики и оптики (ЛИТМО) на кафедру Сергея Петровича Митрофанова, основоположника теории группового производства. В 1980-м с отличием окончил институт по специализации «Технологии оптического приборостроения». Яблочникова направили работать на кафедру технологии приборостроения ЛИТМО. Одновременно с 1982 года он обучался в аспирантуре ЛИТМО, в 1987-м защитил диссертацию на соискание учёной степени кандидата технических наук по специальности «Системы автоматизированного проектирования», а на следующий год получил звание доцента. В 1989-90 годах стажировался в качестве стипендиата DAAD в Техническом университете Брауншвайга, в 1993 году — в Техническом университете Ильменау. В 2006 году Яблочникова избрали на должность заведующего кафедрой технологии приборостроения СПбГУ ИТМО.
В середине 2018 года во время крупной реорганизации Университета ИТМО были упразднены кафедры, их место заняли образовательные направления с бакалаврскими и магистерскими программами. Яблочников до своей смерти в 2021 году возглавлял одноимённое направление. Туда входило 9 лабораторий со станками для изготовления чипов, плат и прототипов более крупных изделий. Среди российских индустриальных партнёров кафедры были крупные заводы «Техприбор», ЛОМО, «Диаконт». В 2011-м совместно с бельгийской компанией Open Engineering кафедра открыла международный Центр компьютерного моделирования физических процессов области фотоники, робототехники, мехатроники и сенсорики, а в 2020-м корпорация Schneider Electric, производящая энергетическое оборудование, стала ключевым партнёром магистерской программы «Индустриальные киберфизические системы». Международные вузы-партнёры во времена руководства Яблочникова: Льежский университет в Бельгии, Технический университет Ильменау и Университет прикладных наук Эмден/Лер (нем. Hochschule Emden/Leer) в Германии.
Параллельно с научной деятельностью Евгений Яблочников занимался предпринимательством. В 1992 году вместе с Леонидом Зильбербургом они задумали компанию «Би Питрон», которая занималась внедрением новых информационных технологий на промышленных предприятиях России и стран СНГ. Компания ведёт историю с 1 июня 1993 года. С 1997 года до своей смерти в 2021-м Яблочников был генеральным директором. Изначально «Би Питрон» продвигала на территории бывшего СССР первую CAD/CAM-систему Cimаtron для персонального компьютера, разработанную в Израиле. Система позволяла производить 3D-моделирование, трехкоординатную фрезерную обработку. Компания получила эксклюзивные права на распространение, локализовала систему на русском языке. С середины 2000-х компания распространяла системы Moldex3D и GibbsCAM, внедряла в российские университеты продукты компаний Samtech и MSC.Software, с 2002 года компания сотрудничала с IBM и была официальным распространителем PDM-системы SmarTeam. Со временем на территории СНГ были созданы дочерние предприятия (на 2010-й офисы были в Казани, Самаре, Екатеринбурге, Таганроге, Красноярске, а также в Киеве и Черкассах). Первые продажи и внедрения Cimаtron происходили на предприятиях авиационного двигателестроения, в дальнейшем систему использовало около 200 промышленных предприятий. В 2000-х компания занималась исследованиями и разработками в области естественных и технических наук по заказу Университета ИТМО.

## Публикации

### Научные статьи
Яблочников писал научные статьи с 1980-х, общее число — более 200. Согласно Semantic Scholar, международный индекс Хирша учёного — 4. В российской научной электронной библиотеке eLibrary публикационная активность Яблочникова, аффилированная с Университетом ИТМО, с 2005 по 2021 год составила 68 публикации, а индекс Хирша — 12. Наиболее цитируемые публикации:
1. Mäkiö J., Mäkiö-Marusik E., Yablochnikov E. Task-centric holistic agile approach on teaching cyber physical systems engineering. В сборнике: IECON Proceedings (Industrial Electronics Conference). 42. Сер. «Proceedings of the IECON 2016 — 42nd Annual Conference of the Industrial Electronics Society» 2016. С. 6608-6614.
2. Natalia Demkovich, Eugeny Yablochnikov, Grigory Abaev. Multiscale modeling and simulation for industrial cyber-physical systems // 2018 IEEE Industrial Cyber-Physical Systems (ICPS). — 2018-05. — С. 291–296. — doi:10.1109/ICPHYS.2018.8387674.
3. Latyev S.M., Smirnov A.P., Voronin A.A., Padun B.S., Yablochnikov E.I. Optical Instrumentation And Technology: The Concept Of An Automatic Assembly Line For Microscope Objectives, Based On Adaptive Selection Of Their Components. Journal of Optical Technology. 2009. Т. 76. № 7. С. 436—439.
4. Demkovich N., Yablochnikov E., Abaev G. Multiscale Modeling And Simulation For Industrial Cyber-physical Systems. В сборнике: Proceedings — 2018 IEEE Industrial Cyber-Physical Systems, ICPS 2018. 1. 2018. С. 291—296.
5. Alexey Kashevnik, Nikolay Teslya, Eugeny Yablochnikov, Valery Arckhipov, Kirill Kipriianov. Development of a prototype Cyber Physical Production System with help of Smart-M3 // IECON 2016 - 42nd Annual Conference of the IEEE Industrial Electronics Society. — 2016-10. — С. 4890–4895. — doi:10.1109/IECON.2016.7793468.
6. Yablochnikov E.I., Pirogov A.V., Vasil’kov S.D., Andreev Y.S., Demkovich N.A. Developing And Modeling Production Processes For Manufacturing Polymeric Optical Items In A Distributed Integrated Medium. Journal of Optical Technology. 2017. Т. 84. № 1. С. 62-67.
7. Kashevnik A., Teslya N., Yablochnikov E., Arckhipov V., Kipriianov K. Development Of A Prototype Cyber Physical Production System With Help Of Smart-m3. В сборнике: IECON Proceedings (Industrial Electronics Conference). 42. Сер. «Proceedings of the IECON 2016 — 42nd Annual Conference of the Industrial Electronics Society» 2016. С. 4890-4895.
8. Яблочников Е. И., Фомина Ю. Н., Саломатина А. А. Организация технологической подготовки производства в распределенной среде. Известия высших учебных заведений. Приборостроение. 2010. Т. 53. № 6. С. 12-15.
9. Куликов Д. Д., Падун Б. С., Яблочников Е. И. Перспективы автоматизации технологической подготовки производства. Известия высших учебных заведений. Приборостроение. 2014. Т. 57. № 8. С. 7-11.

### Монографии
1. Зильбербург Л. И., Молочник В. И., Яблочников Е. И. Информационные технологии в проектировании и производстве. — СПб: Политехника, 2008. — 304 с.: ил. ISBN 978-5-7325-0898
2. Л. И. Зильбербург, В. И. Молочник, Е. И. Яблочников. Реинжиниринг и автоматизация технологической подготовки производства в машиностроении. — СПб: «Компьютербург», 2003. — 152 с.: ил. ISBN 5-93463-004-0
3. Л. И. Зильбербург, С. М. Марьяновский, В. И. Молочник, Е. И. Яблочников. Cimatron(it) — компьютерное проектирование и производство. Под ред. С. М. Марьяновского. СПб: КПЦ «МиР», 1998. — 166 С.; ил. ISBN 5-88273-018-X
4. Яблочников Е. И. Комплексная автоматизация технологической подготовки производства. СПб.: СПбГУ ИТМО, 2011. — 300 с. УДК 658.512.011.56

### Учебные пособия
1. Е. И. Яблочников, А. В. Пирогов, Ю. С. Андреев. Автоматизация технологической подготовки производства в приборостроении. — СПб: Университет ИТМО, 2019. — 116 с.
2. Е. И. Яблочников, А. А. Грибовский, М. Я. Афанасьев, Б. С. Падун. Применение ИПИ-технологий в проектировании и производстве / Учебное пособие — СПб: Университет ИТМО, 2017. — 56 с.
3. Е. И. Яблочников, А. А. Грибовский, М. Я. Афанасьев, Д. Д. Куликов. Методы и системы ИПИ-технологий / Учебное пособие — СПб: Университет ИТМО, 2017. — 64 с.
4. Е. И. Яблочников, Ю. Н. Фомина, А. А. Саломатина. Компьютерные технологии в жизненном цикле изделия / Учебное пособие — СПб: СПбГУИТМО, 2010. — 188 с. УДК 658.512.011.56
5. Куликов Д. Д. Интеллектуальные программные комплексы для технической и технологической подготовки производства / Часть 2. Системы управления жизненным циклом приборов, систем и технологий / Куликов Д. Д. Яблочников Е. И. / Учебное пособие — СПб: СПбГУИТМО, 2009. — 36 с.
6. Куликов Д. Д. Интеллектуальные программные комплексы для технической и технологической подготовки производства / Часть 4. Системы конструирования деталей, заготовок и сборочных единиц / Куликов Д. Д., Яблочников В. И. / Учебное пособие — СПб: СПбГУИТМО, 2009. — 68 с.
7. Е. И. Яблочников, В. И. Молочник, Ю. Н. Фомина. Реинжиниринг бизнес-процессов проектирования и производства / Учебное пособие — СПб: СПБГУИТМО, 2008. — 152 с.
8. В. И. Яблочников, В. И. Молочник, А. А. Миронов. ИПИ-технологии в приборостроении / Учебное пособие — СПб: СПбГУИТМО, 2008. — 128 с.
9. Е. И. Яблочников, В. И. Молочник, Ю. Н. Фомина, А. А. Саломатина, В. С. Гусельников. Методы управления жизненным циклом приборов и систем в расширенных предприятиях / Учебное пособие — СПб: СПбГУИТМО, 2008. — 148 с.
10. Е. И. Яблочников, Д. Д. Куликов, В. И. Молочник. Моделирование приборов, систем и производственных процессов / Учебное пособие — СПб: СПбГУИТМО, 2008. — 156 с.
11. В. С. Гусельников, А. Л. Комисаренко, М. М. Шальнов. Моделирование приборов, систем и производственных процессов / Приложение 11. Методические рекомендации по выполнению СРС. Под ред. к.г.н, доцента Е. И. Яблочникова — СПб: СПбГУИТМО, 2008. — 96 с.
12. Яблочников Е. И. Методологические основы построения АСТИ. СПб: СПбГУИТМО, 2005. — 84 с. УДК 658.512.011.56
13. Е. И. Яблочников, Ю. В. Маслов. Автоматизация ТПШ в приборостроении / Учебное пособие — СПб: СПбГИТМО (ТУ), 2003. — 104 с. УДК 658.512.011.56
14. Е. И. Яблочников. Автоматизация технологической подготовки производства в приборостроении / Учебное пособие — СПб: СПбГИТМО (ТУ), 2002. — 92 с. УДК 658.512.011.56

### Патенты
- База данных полимерных композиционных материалов, свидетельство о регистрации № 2012620493 от 30 мая 2012 года

## Научные мероприятия
Яблочников числится в числе организаторов следующих мероприятий:
- 2018 — The 1-st IEEE International Conference of Industrial Cyber-Physical Systems[14]
- 2018 — форум промышленной автоматизации IV Industrial IT Forum (IITF-2018)[15]
- 2017 — Восьмая всероссийская научно-практическая конференция по имитационному моделированию и его применению в науке и промышленности «Имитационное моделирование. Теория и практика» (ИММОД-2017)[16][17]
- 1994 — Российский семинар пользователей Cimatron[5]

## Семья
- Отец Яблочников Иван Михайлович (1919—2010), учитель математики, заслуженный учитель школы РСФСР. Учился в ЛИТМО до 4 курса, в 1941-м ушёл добровольцем на фронт, был ранен, имеет награды за боевые заслуги, в 1951-м оканчивал Калининский педагогический институт[5][18].
- Мать Наталья Степановна[19], сестра Людмила Ивановна[20], жена Виктория Ивановна[21], дочь Наталья[22].